# CTT Correios de Portugal

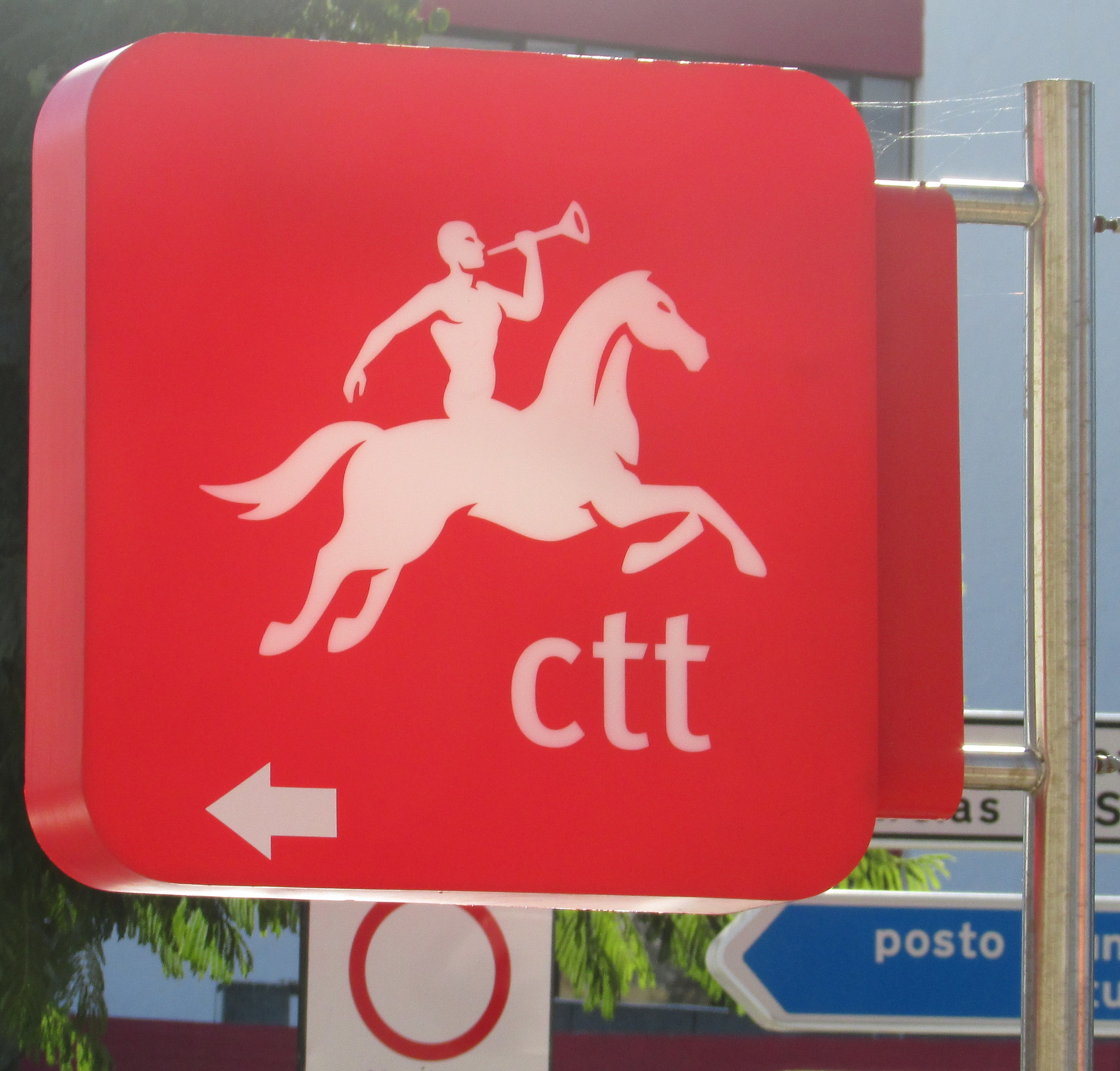
Postschild, Avenida Dr. Francisco Sá Carneiro, Albufeira.

CTT – Correios de Portugal, SA ist ein portugiesisches Dienstleistungsunternehmen mit Schwerpunkten auf Post-, Paket- und Bankdienste. Üblich ist auch die Bezeichnung CTT, die ausgeschrieben Correios, Telégrafos e Telefones (Briefe, Telegrafen, Telefone) bedeutet. Der portugiesische Staat verkaufte bis 2014 seine kompletten Anteile an dem ehemaligen Staatsunternehmen.

## Geschichte

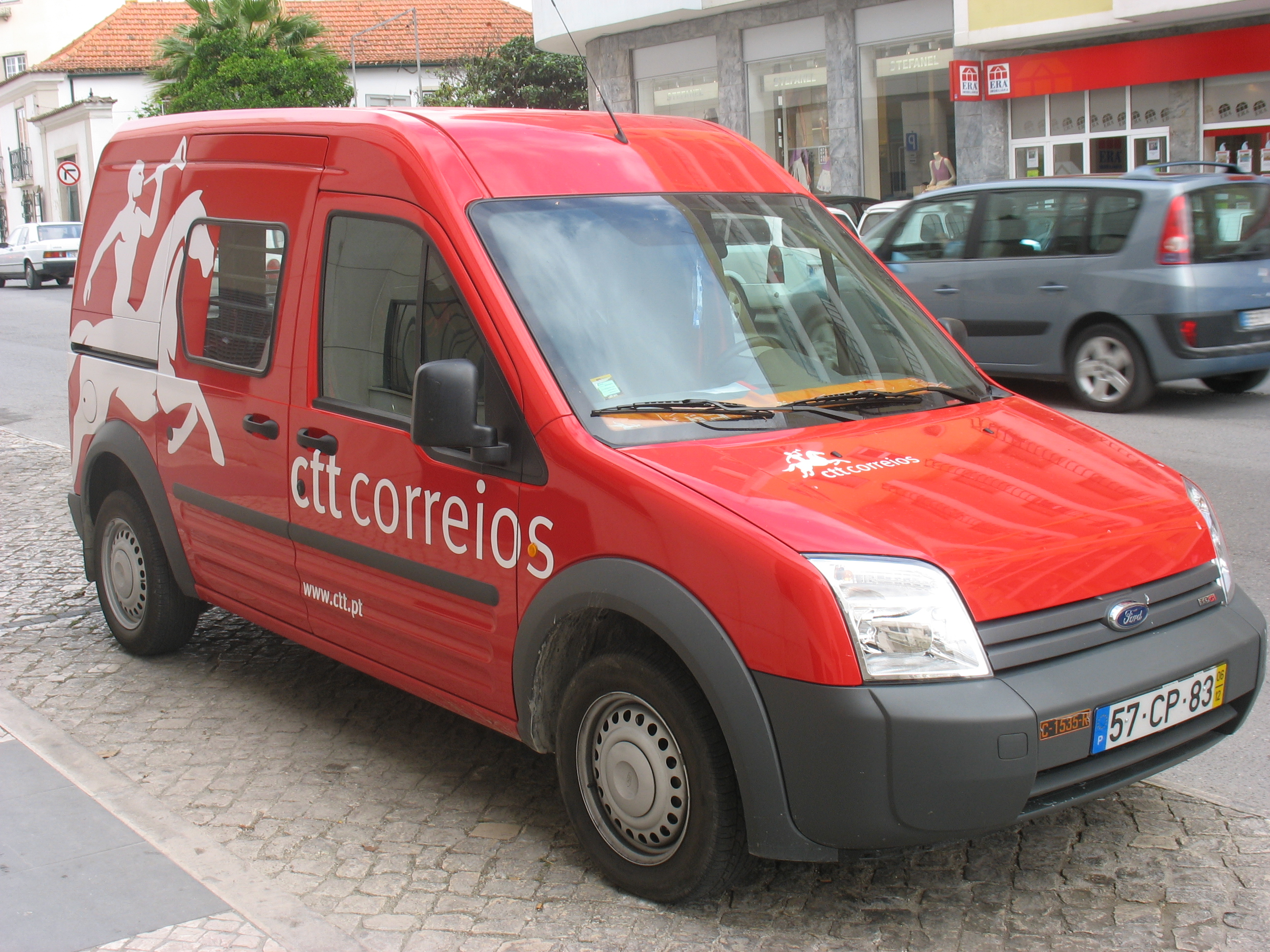
Postauto der CTT

König Manuel I. von Portugal gründete 1520 die erste portugiesische Post unter der Bezeichnung serviço de correio público („Dienst des öffentlichen Kuriers“). Aber erst dreizehn Jahre später, 1533, nahm die Post den regulären Betrieb auf. Die Post unterstand über Jahrhunderte hinweg dem König. 1821 nahm die Post den Haus-zu-Haus-Dienst auf. 1880 wurde die Königliche Post mit dem Telegrafenamt fusioniert, es entstand die Direcção-Geral de Correios, Telégraphos e Faróis („Generaldirektion für Post, Telegrafen und Leuchttürme“). 1911 wurde sie in eine eigene Abteilung ausgegliedert, die den Titel Administração-Geral dos Correios, Telégrafos e Telefones („Hauptverwaltung der Post, Telegrafen und Telefone“) trug. Aus dieser Bezeichnung stammt auch die bisher geläufige Abkürzung CTT. Seit 1953 trägt die Post den Reiter als Logo.

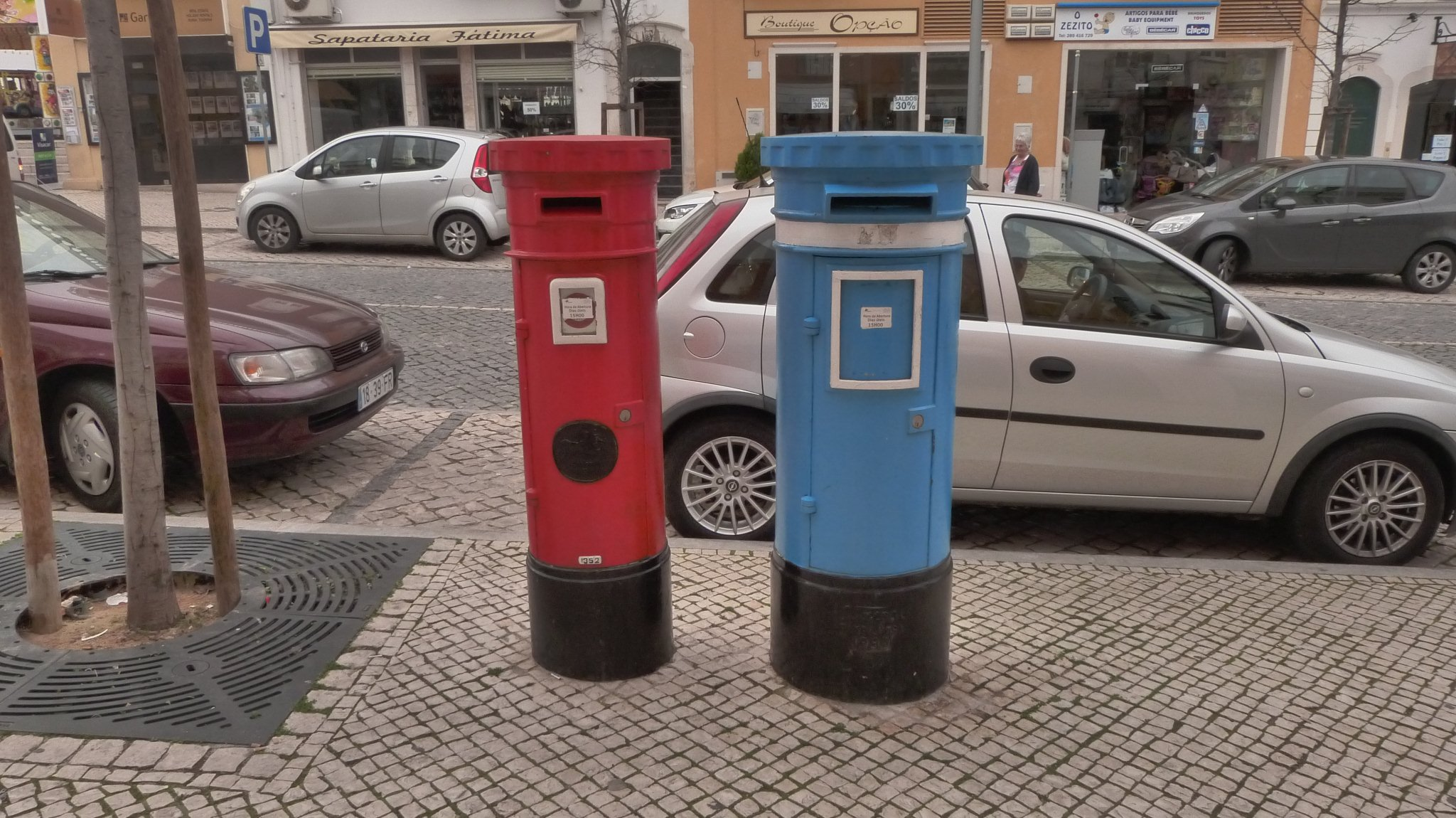
CTT Briefkästen: rot für normale Post und blau für Expresspost.

1969 wurde die Post in die Rechtsform eines öffentlichen Unternehmens (empresa pública) mit dem neuen Namen CTT – Correios e Telecomunicações de Portugal, EP überführt. 1992 ließ Premierminister Cavaco Silva das Unternehmen in eine Aktiengesellschaft umwandeln, Eigentümer blieb der portugiesische Staat. Zur gleichen Zeit gliederte die Regierung die Telekommunikationsabteilung der Post in ein neues Unternehmen mit dem Namen Portugal Telecom aus.
Unter der PSD/CDS-PP-Regierung unter Premierminister Passos Coelho begann der Verkauf des staatlichen Betriebs: 2013 fand der Börsengang von 68,5 % des Aktienkapitals an der Euronext in Lissabon statt. Am 5. September 2014 erfolgte ausschließlich für institutionelle Anleger die Zweitplatzierung der übrigen 31,5 % des Aktienkapitals, die sich noch im Besitz des Staates befanden. Seit dem Zeitpunkt ist das Unternehmen komplett in privater Hand, wobei der portugiesische Investor Manuel Champalimaud mit 13,12 Prozent größter Anteilseigner ist. 62,3 Prozent der Aktien sind im Kleinstbesitz bzw. free-float.
Das Unternehmen erhielt vom portugiesischen Staat eine Konzession für den postalischen Universaldienst in Kontinentalportugal und den autonomen Regionen Azoren und Madeira bis 2020, die provisorisch bis 2021 verlängert wurde. Zwischen dem portugiesischen Staat und dem Unternehmen finden Verhandlungen für eine Verlängerung der Konzession bis 2040 statt. Die Anacom, die staatlichen Agentur für Kommunikation, ist für die Regulierung des Postdienstes verantwortlich.
Mit Stand 31. Dezember 2019 beschäftigte die CTT 12.355 Angestellte und unterhielt 538 Filialen.

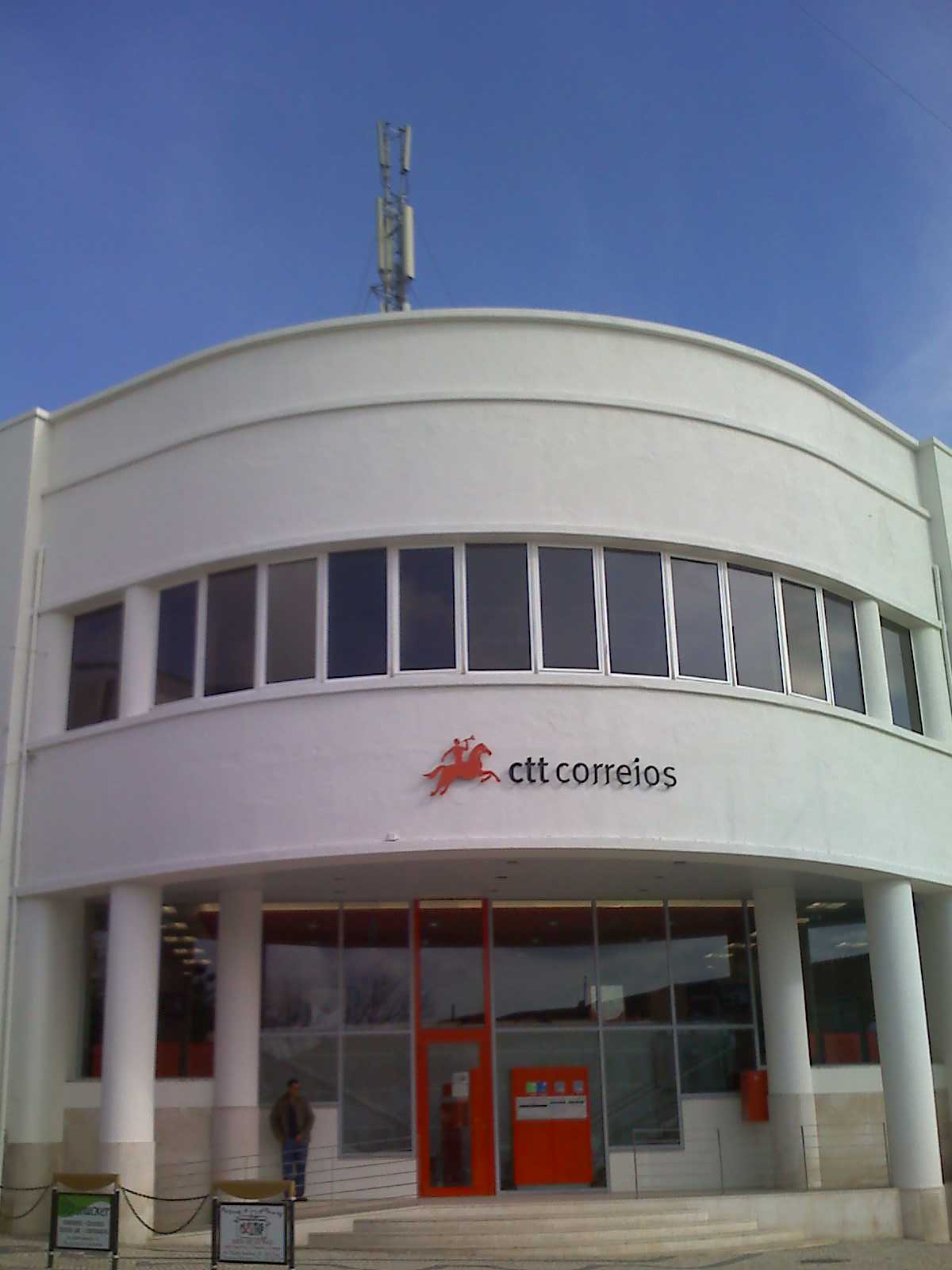
Eine typische CTT-Filiale in Santarém

## Logo
Seine Ursprünge gehen auf das Jahr 1520 zurück, eine Zeit, in der die Monarchie in Portugal herrschte und in der man zu Fuß, zu Pferd oder mit der Kutsche reiste. Daher das Bild des Reiters, der auf einem Pferd reitet und die Trompete bläst, um die Ankunft des Kuriers anzukündigen.